# Cistus populifolius
Cistus populifolius är en solvändeväxtart. Cistus populifolius ingår i släktet Cistus och familjen solvändeväxter.

## Underarter
Arten delas in i följande underarter:
- C. p. major
- C. p. populifolius

## Bildgalleri

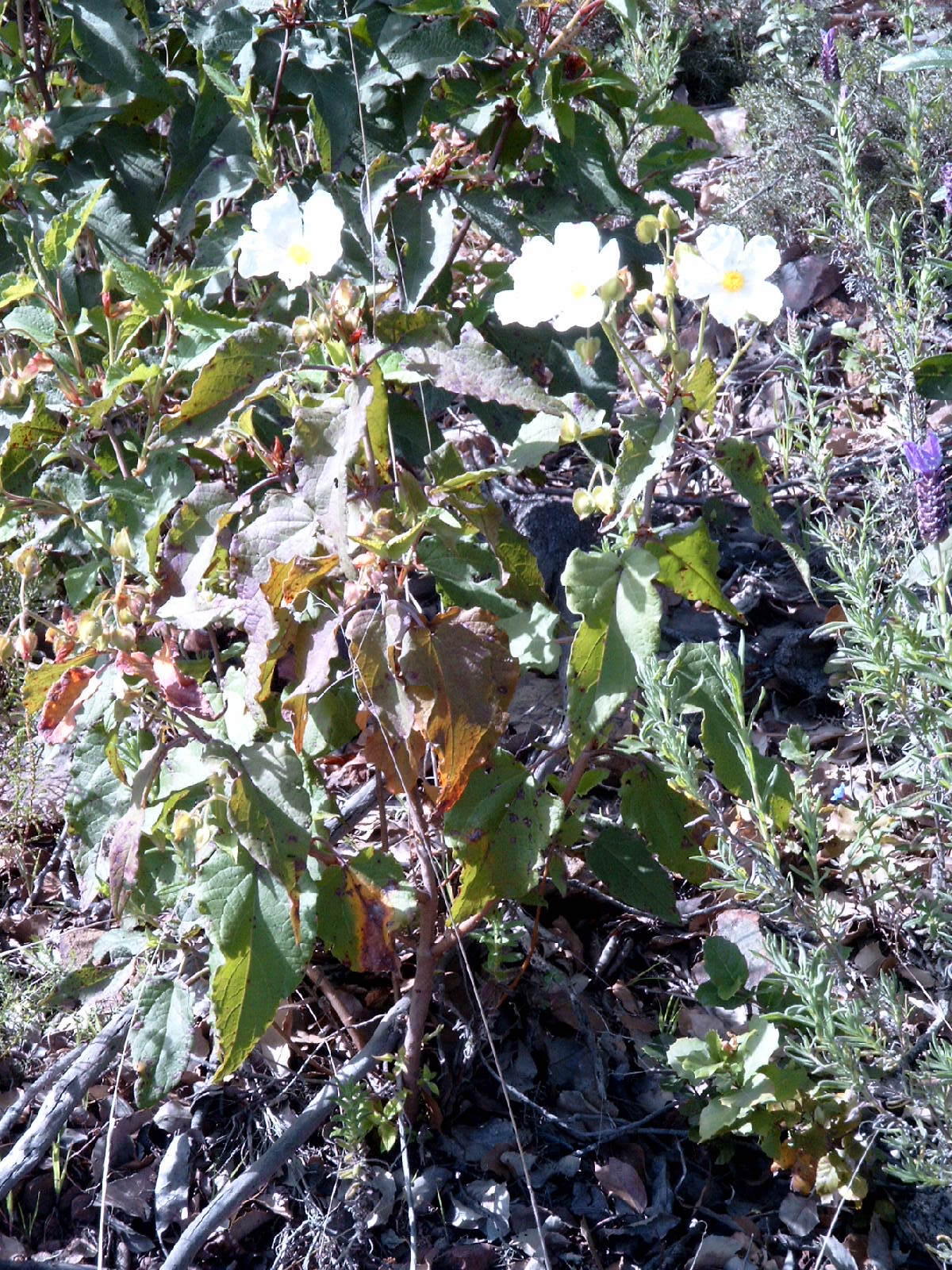
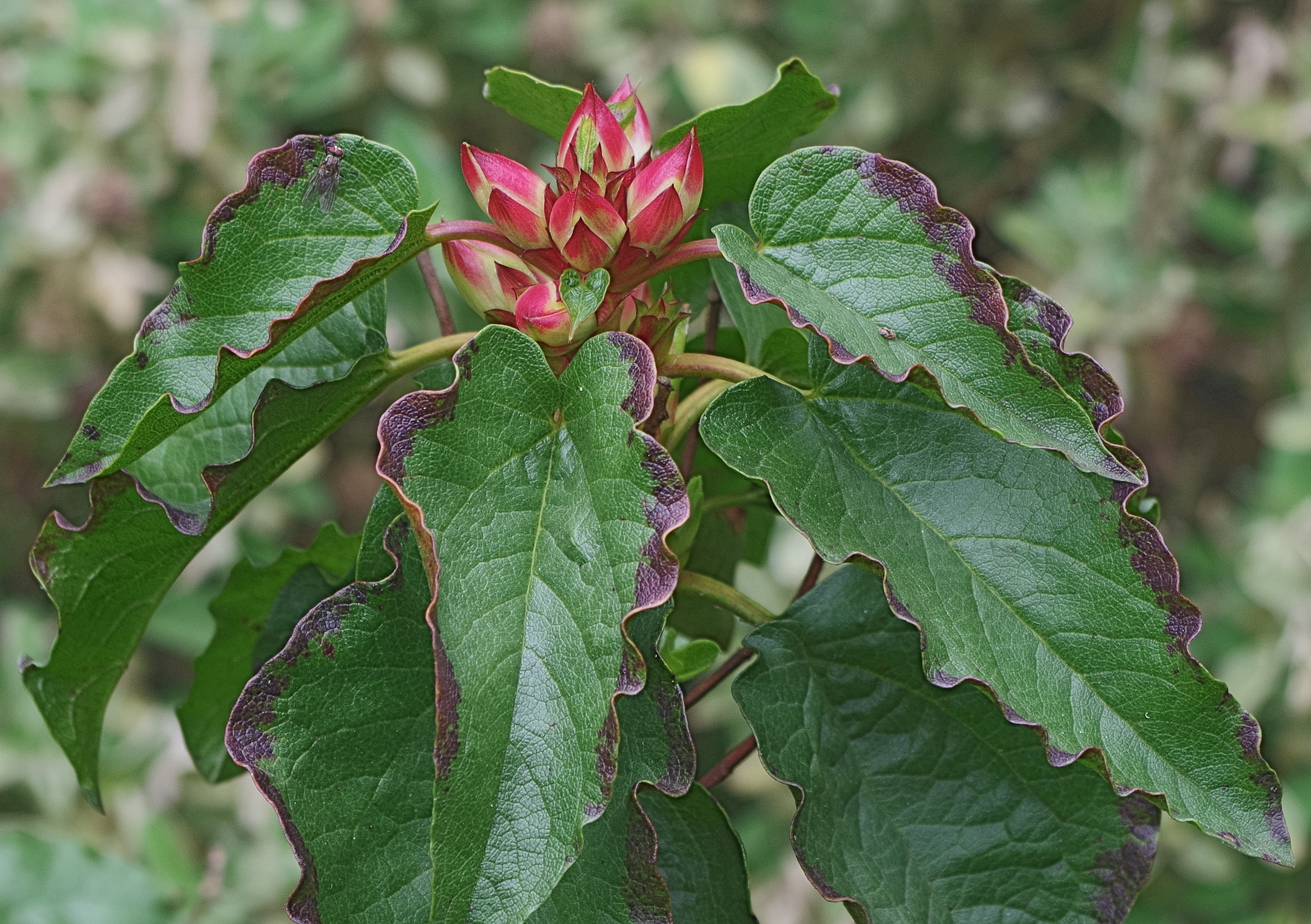